# Judo-Europameisterschaften 1997
Die Judo-Europameisterschaften 1997 fanden vom 8. bis zum 11. Mai in Ostende statt. Es waren die ersten Judo-Europameisterschaften im Belgien seit 1984 (Männer in Lüttich), beziehungsweise 1978 (Frauen in Arlon). Das Gastgeberland führte den Medaillenspiegel an und stellte sechs Titelträger.
Ulla Werbrouck im Halbschwergewicht konnte ihren vierten Titel in Folge gewinnen. Mark Huizinga im Mittelgewicht und Gella Vandecaveye im Halbmittelgewicht verteidigten ihren Titel aus dem Vorjahr. Auch Giorgi Wasagaschwili hatte bereits im Vorjahr einen Titel gewonnen, allerdings zwei Gewichtsklassen tiefer.

## Ergebnisse

### Männer
| Gewichtsklasse                 | Gold                 | Silber               | Bronze                                |
| ------------------------------ | -------------------- | -------------------- | ------------------------------------- |
| Superleichtgewicht (bis 60 kg) | Rashad Mamedou       | Yacine Douma         | Girolamo Giovinazzo Pedro Caravana    |
| Halbleichtgewicht (bis 65 kg)  | Hüseyin Özkan        | Georgi Rewasischwili | Julian Davies Larbi Benboudaoud       |
| Leichtgewicht (bis 71 kg)      | Giorgi Wasagaschwili | Anatoli Larjukow     | Danny Kingston Christophe Gagliano    |
| Halbmittelgewicht (bis 78 kg)  | Johan Laats          | Djamel Bouras        | Dirk Radszat Patrick Reiter           |
| Mittelgewicht (bis 86 kg)      | Mark Huizinga        | Sergei Klischin      | Algimantas Merkevičius Daan De Cooman |
| Halbschwergewicht (bis 95 kg)  | Ben Sonnemans        | Ghislain Lemaire     | Dano Pantić Radu Ivan                 |
| Schwergewicht (über 95 kg)     | Selim Tataroğlu      | Dennis van der Geest | Rafał Kubacki Harry Van Barneveld     |
| Offene Klasse                  | Harry Van Barneveld  | Volker Heyer         | Selim Tataroğlu Indrek Pertelson      |

### Frauen
| Gewichtsklasse                 | Gold              | Silber              | Bronze                               |
| ------------------------------ | ----------------- | ------------------- | ------------------------------------ |
| Superleichtgewicht (bis 48 kg) | Sylvie Meloux     | Anna-Maria Gradante | Swetlana Komarowa Tazzjana Maskwina  |
| Halbleichtgewicht (bis 52 kg)  | Inge Clement      | Alena Karytskaya    | Ludmila Kramowa Marie-Claire Restoux |
| Leichtgewicht (bis 56 kg)      | Marisabel Lomba   | Isabel Fernández    | Magali Baton Beata Kucharzewska      |
| Halbmittelgewicht (bis 61 kg)  | Gella Vandecaveye | Michaela Vernerová  | Irena Tokarz Séverine Vandenhende    |
| Mittelgewicht (bis 66 kg)      | Yvonne Wansart    | Úrsula Martín       | Claudia Zwiers Kate Howey            |
| Halbschwergewicht (bis 72 kg)  | Ulla Werbrouck    | Chloe Cowen         | Uta Kühnen Karin Kienhuis            |
| Schwergewicht (über 72 kg)     | Johanna Hagn      | Michelle Rogers     | Céline Lebrun Beata Maksymow         |
| Offene Klasse                  | Beata Maksymow    | Françoise Harteveld | Brigitte Olivier Raquel Barrientos   |

## Medaillenspiegel
| Rang | Land                   | Gold | Silber | Bronze | Gesamt |
| ---- | ---------------------- | ---- | ------ | ------ | ------ |
| 1    | Belgien                | 6    | –      | 3      | 9      |
| 2    | Niederlande            | 2    | 2      | 2      | 6      |
| 2    | Deutschland            | 2    | 2      | 2      | 6      |
| 4    | Türkei                 | 2    | –      | 1      | 3      |
| 5    | Frankreich             | 1    | 3      | 6      | 10     |
| 6    | Belarus                | 1    | 1      | 1      | 3      |
| 7    | Georgien               | 1    | 1      | –      | 2      |
| 8    | Polen                  | 1    | –      | 4      | 5      |
| 9    | Vereinigtes Königreich | –    | 2      | 3      | 5      |
| 10   | Spanien                | –    | 2      | 1      | 3      |
| 11   | Russland               | –    | 1      | 2      | 3      |
| 12   | Österreich             | –    | 1      | 1      | 2      |
| 13   | Tschechien             | –    | 1      | –      | 1      |
| 14   | Estland                | –    | -      | 1      | 1      |
| 14   | Italien                | –    | -      | 1      | 1      |
| 14   | Litauen                | –    | -      | 1      | 1      |
| 14   | Portugal               | –    | -      | 1      | 1      |
| 14   | Rumänien               | –    | -      | 1      | 1      |
| 14   | BR Jugoslawien         | –    | -      | 1      | 1      |
|      | Total                  | 16   | 16     | 32     | 64     |